# 出荷
出荷（しゅっか）とは経営学用語の一つ。

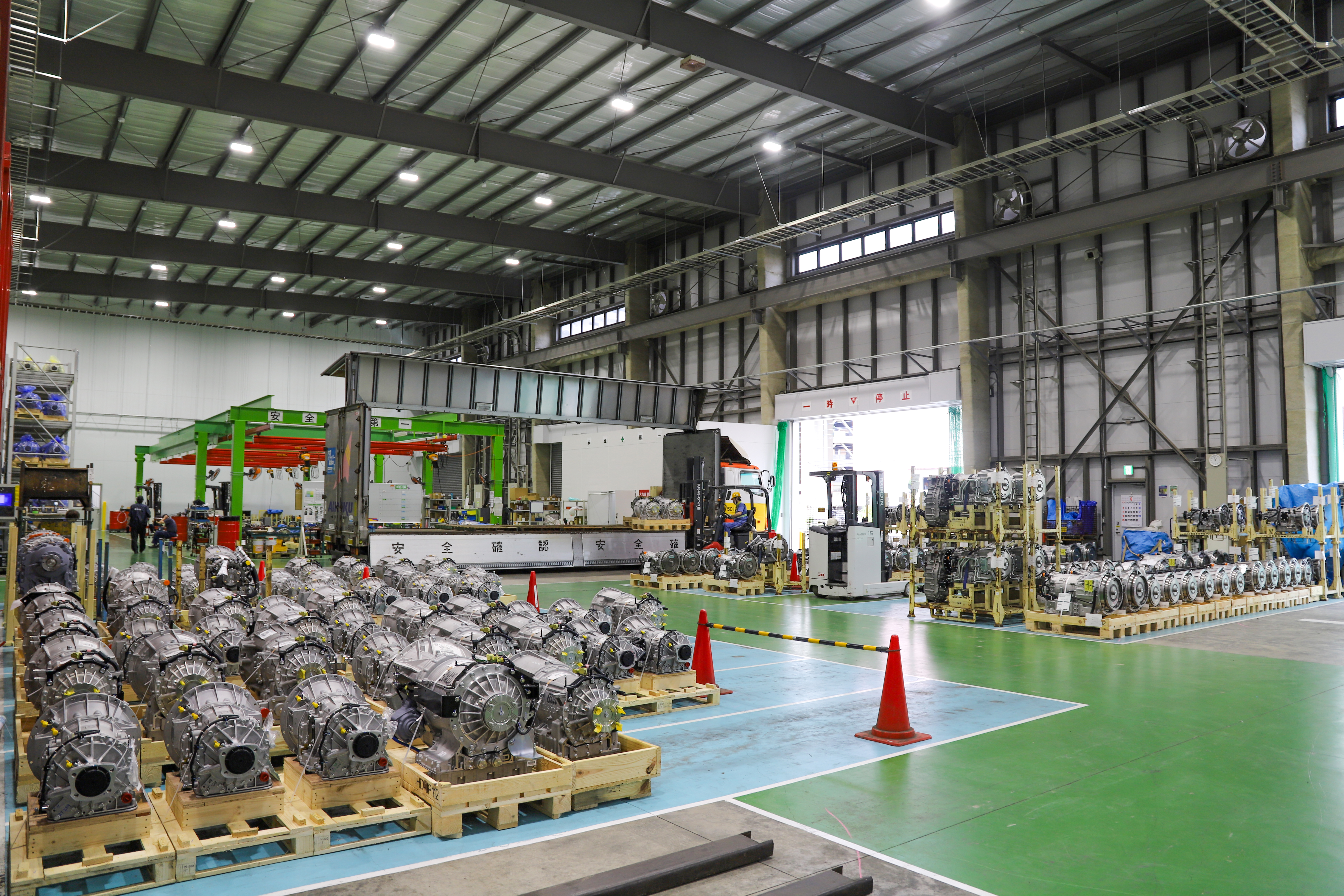
出荷準備中の製品

これは自社の保有している製品や商品が、顧客や市場に向かって出されることをいう。
類似した事柄に出庫というものが存在するが、出庫の場合には倉庫から商品が出されるという意味であり、搬出先は市場や顧客に限らず、自社内の他の営業所や他の倉庫であるという場合もある。
企業の売上計上基準が出荷基準となっている場合には、ここで言われている出荷が行われると同時に売上が計上されるということになっている。